# Aeropuerto de Stokmarknes-Skagen
El Aeropuerto de Stokmarknes-Skagen (en noruego: Stokmarknes lufthavn, Skagen) (IATA: SKN, OACI: ENSK) es un aeropuerto del municipio de Hadsel en la provincia de Nordland, Noruega. Está situado en la isla de Langøya, a unos 5 km al noreste de Stokmarknes y a unos 20 km al sudoeste de Sortland, ciudades a las que presta servicio.

## Aerolíneas y destinos
| Aerolíneas | Destinos                       |
| ---------- | ------------------------------ |
| Widerøe    | Andenes, Bodø, Svolvær, Tromsø |

## Estadísticas
Ver fuente y consulta Wikidata.